# Calothrix
Calothrix ist eine Gattung aus dem Stamm der Cyanobakterien („Blaualgen“).

## Beschreibung
Calothrix bildet unverzweigte, blaugrün, olivgrün oder bräunlich gefärbte einzellreihige Fäden (Durchmesser von 4 bis 80 µm) mit kurz zylindrischen Zellen. Diese enthalten wie alle Bakterienzellen weder Zellkerne noch Plastiden. Die Fäden sind festsitzend und auffallend polar gebaut. Am basalen Fadenende befindet sich eine farblose, dickwandige Zelle, die Heterozyste, die der biologischen Stickstofffixierung dient. Bei einigen Arten liegen auch mitten im Faden einige Heterozysten. Das andere Ende läuft in eine haarfeine Spitze aus. Jeder Faden liegt mit der basalen Heterozyste in einer dünnen Gallertscheide. Die Fäden liegen einzeln oder in kleinen Gruppen, niemals in großen Aggregaten. Das Wachstum erfolgt durch Zellteilung innerhalb des Fadens.

## Fortpflanzung
Die ungeschlechtliche Vermehrung erfolgt durch Hormogonien. Dabei handelt es sich um wenigzellige, zu Gleitbewegungen fähige Fadenfragmente. Selten kommt es zu Bildung von Akineten (dickwandigen Dauerzellen).
Geschlechtliche Fortpflanzung fehlt bei allen Cyanobakterien.

## Verbreitung
Calothrix lebt als Aufwuchs am Boden vor allem von nährstoffarmen Gewässern und auf Wasserpflanzen, oft in sauren Moorgewässern, an feuchten terrestrischen Standorten, aber auch in heißen Quellen. Calothrix parietina ist ein Leitorganismus für oligosaprobe Gewässer.

## Arten
Artenliste (Auswahl):
- Calothrix braunii Bornet & Flahault 1886
- Calothrix brevissima West 1907
- Calothrix confervicola C.Agardh ex Bornet & Flahault 1886 - Typus
- Calothrix javanica De Wildeman 1897[4]
- Calothrix parietina Thuret ex Bornet & Flahault 1886
- Calothrix pulvinata [(Weber & Mohr)] C. Agardh ex Bornet & Flahault 1886[5][6][7]

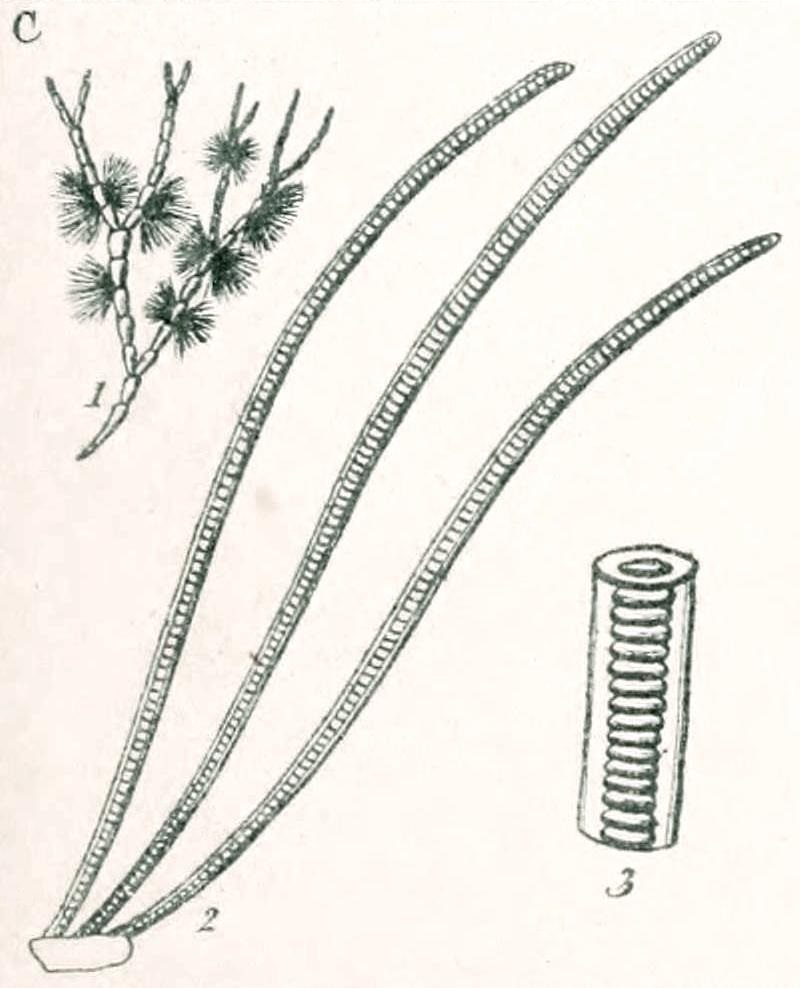
Calothrix confervicola, Illustration von 1849.
1: C. confervicola auf dem Roten Horntang
2: Filamente von C. confervicola; vergrößert.
3: kleines Fragment eines Filaments; stark vergrößert.

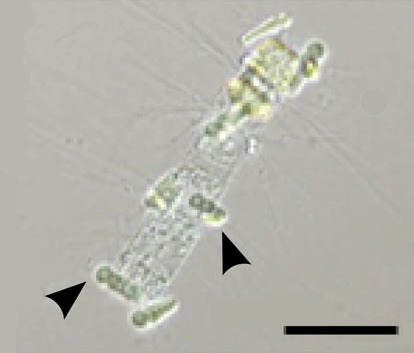
Hellfeldmikroskopische Aufnahme des epiphytischen cyanobakteriellen Symbionten Calothrix rhizosoleniae SC01 (Pfeile), der an einer Wirtskieselalge Chaetoceros sp. haftet. Balken 50 μm.

- Calothrix rhizosoleniae Lemmermann 1899[8]
- Calothrix robusta Setchell & N.L.Gardner 1918
- Calothrix simplex N.L.Gardner 1927

## Symbiosen

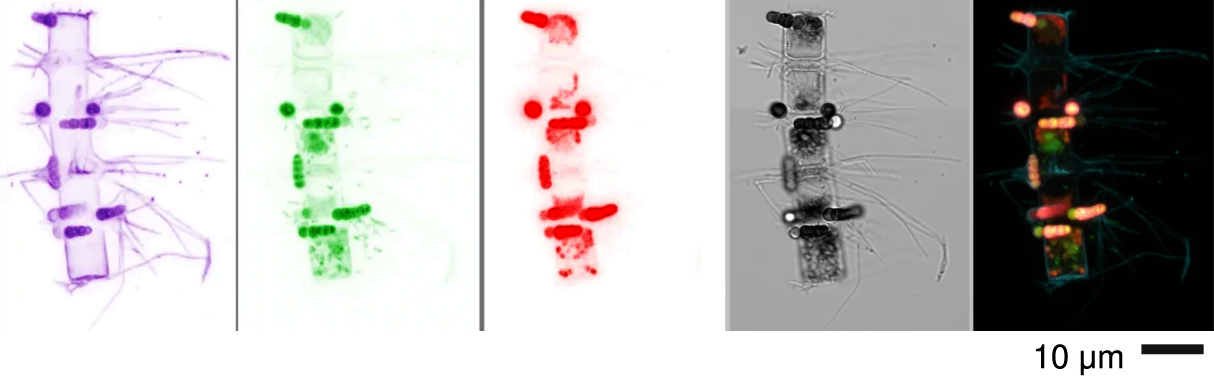
Chaetoceros sp. mit Calothrix-Symbionten, aus dem nördlichen Pazifik. Verschiedene Färbemethoden, rechts deren Überlagerung.

Calothrix rhizosoleniae ist epiphytischer Symbiont von Arten der Kieselalgengattung Chaetoceros; Calothrix confervicola wächst auf dem Roten Horntang (Ceramium virgatum syn. C. rubrum).